# (100205) 1994 GB7
(100205) 1994 GB7 es un asteroide perteneciente al cinturón de asteroides, descubierto el 11 de abril de 1994 por el equipo del Spacewatch desde el Observatorio Nacional de Kitt Peak, Arizona, Estados Unidos.